# GTP가수분해효소

구아노신 삼인산(GTP)의 구조

구아노신 이인산(GDP)의 구조

GTP가수분해효소(영어: GTPase)는 뉴클레오타이드인 구아노신 삼인산(GTP)과 결합하고 이를 구아노신 이인산(GDP)으로 가수분해하는 가수분해효소의 큰 계열이다. 구아노신 5'-삼인산가수분해효소(영어: Guanosine 5'-TriPhosphatase, GTPase)라고도 한다. GTP의 결합 및 가수분해는 많은 GTPase에 공통적인 단백질 도메인인 고도로 보존된 P-루프 "G 도메인"에서 일어난다.

## 기능
GTP가수분해효소는 많은 기본적인 세포 과정에서 분자 스위치 또는 타이머로 기능한다.
GTP가수분해효소가 하는 역할의 예는 다음과 같다.
- 미각, 후각, 시각을 매개하는 것과 같은 막관통 수용체를 포함한 세포 표면 수용체의 활성화에 대한 반응으로의 신호 전달.[2]
- 리보솜에서 단백질의 생합성(번역).
- 세포의 분화, 증식, 분열 및 이동의 조절.
- 막을 통한 단백질의 자리옮김.
- 소포 코트 조립의 GTP가수분해효소의 제어를 통한 세포 내 소포의 수송, 소포 매개 분비 및 흡수.

GTP가수분해효소는 GTP와 결합할 때 활성화되고 GDP와 결합할 때 비활성화된다. 마틴 로드벨의 일반화된 수용체-변환기-효과기 신호전달 모델에서 신호전달 GTP가수분해효소는 효과기 단백질의 활성을 조절하는 변환기로 작용한다. 이러한 비활성-활성 스위치는 이러한 두 가지 형태를 구별하는 단백질의 입체구조적 변화, 특히 활성 상태에서 이러한 효과기의 기능을 변경하는 파트너 단백질과 단백질-단백질 접촉을 만들 수 있는 "스위치" 영역의 입체구조적 변화로 인한 것이다.

## 메커니즘
(활성) G 도메인-GTP가수분해효소에 결합된 GTP의 가수분해는 효소의 신호전달/타이머 기능의 비활성화를 유도한다. 구아노신 삼인산(GTP)의 세 번째(γ) 인산기를 가수분해하여 구아노신 이인산(GDP)과 무기 인산(Pi)을 생성하는 것은 5가 전이 상태를 통해 SN2 메커니즘(친핵성 치환을 참조)에 의해 일어나며 마그네슘 이온(Mg2+)의 존재에 의존한다.
GTP가수분해효소의 활성은 GTP가 단백질에 결합한 활성 상태를 GDP가 단백질에 결합한 비활성 상태로 되돌려 GTP가수분해효소의 신호전달 역할에 대한 차단 메커니즘 역할을 한다. 대부분의 GTP가수분해효소는 기능적인 GTP가수분해효소 활성을 가지고 있어서 결합된 GTP를 결합된 GDP로 변환하여 스스로를 비활성화하기 전에 짧은 시간 동안만 활성 상태(즉, GTP와 결합함)를 유지할 수 있다. 그러나 많은 GTP가수분해효소는 GTP가수분해효소 활성화 단백질(GAP)이라는 보조 단백질을 사용하여 GTP가수분해효소 활성을 가속화한다. 이는 신호전달 GTP가수분해효소의 활성 수명을 더욱 제한한다. 일부 GTP가수분해효소는 본질적인 GTPase 활성이 거의 또는 전혀 없으며 비활성화를 위해 GTP가수분해효소 활성화 단백질에 전적으로 의존(예: ADP 리보실화 인자 또는 세포 내 소포 매개 수송에 관여하는 저분자량 GTP 결합 단백질의 ARF 계열)한다.
활성화되려면, GTP가수분해효소가 GTP와 결합해야 한다. 결합된 GDP를 GTP로 직접적으로 전환하는 메커니즘이 알려져 있지 않기 때문에 비활성 GTP가수분해효소는 구아닌 뉴클레오타이드 교환인자(GEF)라고 하는 별개의 조절 단백질의 작용에 의해 결합된 GDP를 방출하도록 유도된다. 뉴클레오타이드가 유리된 GTP가수분해효소는 GTP와 빠르게 재결합하는 데, 건강한 세포에서 GTP는 GDP보다 훨씬 많아서 GTP가수분해효소가 활성 입체구조 상태에 들어가 세포에 미치는 영향을 촉진한다. GTP가수분해효소 활성화 단백질(GAP)이 중요한 역할을 하지만 많은 GTP가수분해효소에서 구아닌 뉴클레오타이드 교환인자(GEF)의 활성화는 GTP가수분해효소의 신호전달 기능을 자극하는 주요 제어 메커니즘이다. 이종삼량체 G 단백질 및 많은 저분자량 GTP 결합 단백질의 경우, 구아닌 뉴클레오타이드 교환인자(GEF) 활성은 세포 외부의 신호에 대한 반응로 세포 표면 수용체에 의해 자극된다. 이종삼량체 G 단백질의 경우 G 단백질 연결 수용체는 그 자체가 구아닌 뉴클레오타이드 교환인자(GEF)인 반면, 수용체 활성화된 저분자량 GTP가수분해효소의 경우 GEF는 세포 표면 수용체와 구별된다.
일부 GTP가수분해효소는 또한 GDP와 결합한 비활성 상태를 안정화하는 구아노신 뉴클레오타이드 해리 저해제(GDI)라고 하는 보조 단백질과 결합한다.
활성 GTP가수분해효소의 양은 다음과 같이 여러 가지 방법으로 변경할 수 있다.
1. 구아닌 뉴클레오타이드 교환인자(GEF)에 의한 GDP의 해리의 가속화는 활성 GTP가수분해효소의 축적을 가속화한다.
2. 구아노신 뉴클레오타이드 해리 저해제(GDI)에 의한 GDP 해리의 억제는 활성 GTP가수분해효소의 축적을 늦춘다.
3. GTP가수분해효소 활성화 단백질(GAP)에 의한 GTP 가수분해의 가속화는 활성 GTP가수분해효소의 양을 감소시킨다.
4. 가수분해될 수 없는 GTP-γ-S, β,γ-메틸렌-GTP 및 β,γ-이미노-GTP와 같은 인공 GTP 유사체는 활성 상태에서 GTP가수분해효소를 걸어 잠글 수 있다.
5. 돌연변이(예: 고유한 GTP 가수분해 속도를 감소시키는 돌연변이)는 활성 상태에서 GTP가수분해효소를 걸어 잠글 수 있으며, 저분자량 GTP가수분해효소인 Ras에서의 이러한 돌연변이는 일부 형태의 암에서 특히 일반적이다.[7]

## G 도메인 GTP가수분해효소
대부분의 GTP가수분해효소에서 염기 구아닌 대 다른 뉴크레오타이드에 대한 특이성은 공통 서열 [N/T]KXD를 갖는 염기 인식 모티프에 의해 부여된다. 다음의 분류는 공유 기능을 기반으로 한다. 일부 예로는 기질 특이성을 가장 일반적으로 ATP로 전환시키는 염기 인식 모티프에서의 돌연변이가 있다.

### TRAFAC 클래스
G 도메인 단백질의 TRAFAC 클래스는 원형 구성원인 번역인자(translation factor) G 단백질의 이름을 따서 명명되었다. 이들은 번역, 신호전달 및 세포의 운동성에서 역할을 한다. They play roles in translation, signal transduction, and cell motility.

#### 번역인자 슈퍼패밀리
다중 고전 번역인자 패밀리 GTP가수분해효소는 단백질 생합성의 개시, 신장, 종결에서 중요한 역할을 한다. GTP가수분해효소 다음의 β-EI 도메인으로 인해 유사한 리보솜 결합 모드를 공유하는 패밀리의 가장 잘 알려진 구성원은 EF-1A/EF-Tu, EF-2/EF-G 및 클래스 2 방출인자이다. 다른 구성원으로는 EF-4(LepA), BipA(TypA), SelB(세균의 셀로노시스테이닐-tRNA EF-Tu 파라로그), Tet(리보솜 보호에 의한 테트라사이클린 저항성) 및 HBS1L(방출인자와 유사한 진핵생물의 리보솜 구조 단백질)이 있다.
슈퍼패밀리에는 효모의 Bms1 패밀리도 포함된다.

#### Ras 유사 슈퍼패밀리

##### 이종삼량체 G 단백질
이종삼량체 G 단백질 복합체는 알파(α), 베타(β), 감마(γ) 소단위체로 명명된 3가지 단백질 소단위체로 구성된다. 알파 소단위체는 긴 조절 영역, 옆에 있는 GTP 결합/GTP가수분해효소 도메인을 포함하는 반면, 베타 및 감마 소단위체는 베타-감마 복합체라고 하는 안정적인 이량체 복합체를 형성한다. 활성화되면 이종삼량체 G 단백질은 활성화된 GTP 결합 알파 소단위체와 별도의 베타-감마 소단위체로 해리되며, 각각은 별개의 신호전달 역할을 수행할 수 있다. α 및 γ 소단위체는 지질 고정 단백질에 의해 변형되어 원형질막의 내부 소엽과의 관련성을 증가시킨다.
이종삼량체 G 단백질은 G 단백질 연결 수용체의 변환기로 작용하여 수용체 활성화를 하류 신호전달 효과기 및 2차 전령과 연결시킨다. 자극되지 않은 세포에서 이종삼량체 G 단백질은 GDP 결합, 비활성 삼량체(Gα-GDP-Gβγ 복합체)로 조립된다. 수용체 활성화시, 활성화된 수용체의 세포 내 도메인은 구아닌 뉴클레오타이드 교환인자(GEF)로 작용하여 G 단백질 복합체로부터 GDP를 방출하고 그 자리에서 GTP와의 결합을 촉진한다. GTP와 결합한 복합체는 수용체에서 분리되고 복합체를 구성 요소인 G 단백질 알파 소단위체 및 베타-감마 소단위체로 분해하는 활성화 입체형태 전환을 겼는다. 이러한 활성화된 G 단백질 소단위체는 이제 효과기를 자유롭게 활성화시킬 수 있으며 활성 수용체는 마찬가지로 추가적인 G 단백질을 활성화시킬 수 있다. 이는 하나의 수용체가 많은 G 단백질을 활성화시킬 수 있는 촉매 활성화 및 증폭을 허용한다.
G 단백질 신호전달은 결합된 GTP를 GDP로 가수분해함으로써 종결된다. 이것은 α 소단위체의 고유한 GTP가수분해효소 활성을 통해 일어나거나 G 단백질 신호전달 조절인자(RGS) 패밀리의 구성원과 같이 GTP가수분해효소 활성화 단백질(GAP)로 작용하는 별도의 조절 단백질에 의해 가속화될 수 있다. 가수분해 반응의 속도는 신호의 길이를 제한하는 내부 클럭으로 작동한다. Gα가 GDP와 결합된 상태로 돌아가면 이종삼량체의 두 부분이 원래의 비활성 상태로 다시 연결된다.
이종삼량체 G 단백질은 α 단위의 서열 상동성과 기능적 표적에 따라 Gs 패밀리, Gi 패밀리, Gq 패밀리, G12 패밀리의 4가지 패밀리로 분류할 수 있다. 이들 각각의 Gα 단백질 패밀리는 포유류가 16가지의 별개의 α-소단위체 유전자를 갖도록 하는 다중 구성원을 포함한다. Gβ 및 Gγ는 마찬가지로 많은 구성원들로 구성되어 이종삼량체의 구조적 다양성 및 기능적 다양성을 증가시킨다. 특정 G 단백질의 표적 분자 중에는 2차 전령 생성 효소인 아데닐산 고리화효소와 인지질가수분해효소 C 및 다양한 이온 통로들이 있다.

##### 저분자량 GTP가수분해효소
저분자량 GTP가수분해효소는 단량체로 기능하며 주로 GTP가수분해효소 도메인으로 구성된 약 21 kD의 분자량을 갖는다. 이들은 또한 저분자량 또는 단량체성 구아닌 뉴클레오타이드 결합 조절 단백질, 저분자량 또는 단량체성 GTP 결합 단백질, 저분자량 또는 단량체성 G 단백질이라고도 하며, Ras로 명명된 최초로 확인된 단백질과 상당한 상동성을 가지고 있기 때문에 Ras 슈퍼패밀리 GTP가수분해효소라고도 한다. 저분자량 GTP가수분해효소는 일반적으로 막, 소포, 세포 골격과 관련된 다양한 세포 신호전달 사건들에 대한 분자 스위치 및 신호 변환기 역할을 한다. 이들의 1차 아미노산 서열 및 생화학적 특성에 따라 많은 Ras 슈퍼패밀리 저분자량 GTP가수분해효소는 Ras, Rho("Ras-homology"), Rab, Arf, Ran과 같은 별개의 기능을 갖는 5가지의 서브패밀리로 더 세부적으로 나뉘어질 수 있다. 많은 저분자량 GTP가수분해효소가 세포 표면 수용체(특히 생장인자 수용체)에서 나오는 세포 내 신호에 대한 반응으로 구아닌 뉴클레오타이드 교환인자(GEF)에 의해 활성화되는 반면, 많은 다른 저분자량 GTP가수분해효소에 대한 조절 GEF는 세포 표면 (외부) 신호가 아닌 고유 세포 신호에 대한 반응으로 활성화된다.

#### 미오신-키네신 슈퍼패밀리
이 부류는 두 개의 베타 가닥과 추가적인 N-말단 가닥의 부재로 정의된다. 이 슈퍼패밀리의 이름을 딴 미오신과 키네신은 ATP를 사용하는 것으로 변경되었다.

##### 고분자량 GTP가수분해효소
고분자량 단량체성 GTP가수분해효소의 프로토타입인 디나민을 참조.

### SIMIBI 클래스
GTP가수분해효소의 SIMIBI 클래스의 대부분은 이량체화에 의해 활성화된다. 신호인식입자(signal recognition particle, SRP), MinD, BioD의 이름을 따서 명명된 이 클래스는 단백질 국소화, 염색체 분할 및 막 수송에 관여한다. MinD 및 Get3를 포함한 이 클래스의 여러 구성원들은 기질 특이성이 ATP가수분해효소에 맞도록 변경되었다.

#### 전위인자
전위인자 및 GTP의 역할에 대한 논의는 신호인식입자(SRP)를 참조.

## 기타 GTP가수분해효소
튜불린 및 관련 구조 단백질들은 그들의 기능의 일부로서 GTP와 결합하고 GTP를 가수분해하여 세포 내 미세소관을 형성하지만, 이러한 단백질은 신호전달 GTP가수분해효소에 의해 사용되는 G 도메인과 관련이 없는 별개의 튜불린 도메인을 활용한다.
G 도메인을 포함하는 슈퍼클래스가 아닌 다른 슈퍼클래스의 P-루프를 사용하는 GTP 가수분해 단백질도 있다. 예로는 자체 슈퍼클래스의 NACHT 단백질과 AAA+ 슈퍼클래스의 McrB 단백질이 있다.

## 같이 보기
- ATP가수분해효소 (ATPase)
- GTP
- 가수분해
- G 단백질 연결 수용체
- 생장인자 수용체
- 셉틴